# Alpha Delphini
Sualocin
Désignations
Alpha Delphini (α Del / α Delphini) est une étoile multiple de la constellation du Dauphin. Sa magnitude apparente combinée est de 3,77. Son nom traditionnel Sualocin, donné par l'astronome Niccolò Cacciatore en 1814 et officialisé par l'UAI en 2016, est Nicolaus (latinisation de Niccolò) écrit à l'envers,. En astronomie chinoise, Alpha Delphini fait partie du petit astérisme Hugua, représentant des melons. D'après la mesure de sa parallaxe annuelle par le satellite Hipparcos, le système est situé à environ ∼ 254 a.l. (∼ 77,9 pc) de la Terre.

## Description
Alpha Delphini est une étoile binaire spectroscopique qui a également été résolue par interférométrie des tavelures. Ses deux composantes sont séparées de 0,2 seconde d'arc et complètent une orbite avec une période de 17 ans. L'étoile primaire, Alpha Delphini Aa, est une étoile sous-géante bleu-blanc de type spectral B9IV. Elle est 3,8 fois plus massive que le Soleil.
Le type spectral de l'étoile secondaire ne peut pas être déterminé car elle est très proche et trop faible par rapport à la primaire, mais on a pu déterminer qu'elle était elle-même une étoile binaire avec une période orbitale de 30 jours. Les raies spectrales qui montrent les changements de la vitesse radiale sur cette période de 30 jours appartiennent probablement au compagnon plus faible, qui, vu sa masse, apparaît être étoile de type F. Le compagnon plus massif est probablement une étoile blanche de la séquence principale, qui n'est peut-être pas détectée dans le spectre en raison de sa rotation rapide qui brouille ses raies d'absorption.
Le système d'Alpha Delphini possède cinq compagnons additionnels recensées dans les catalogues d'étoiles doubles et multiples, qui sont désignés Alpha Delphini B, C, D, E et F ; ce sont des doubles optiques qui n'ont pas de liens physiques avec le système,.